# AlternativeTo
AlternativeTo — сайт, ищущий аналоги приложений для различных платформ. Для поиска создан набор фильтров, включающий лицензию, цену, платформу и количество лайков.
Пользователь может найти приложения, которые лучше справляются с его задачами, нежели имеющиеся или найти бесплатные аналоги из облачных продуктов, которые не требуют больших мощностей устройства и доступны через обычный браузер.

## Функционал
Вместо классической сортировки ПО по категориям применяется иной подход, при котором поиск производится по тегам. Пользователи могут также сузить круг поиска исключая, например, проприетарное ПО
.
AlternativeTo отображает только базовую информацию, такую как платформа, лицензия, сайт разработчиков, краткое описание, но не предоставляет возможности сравнения программ по пунктам.
Для новых пользователей, предлагающих для включения свои программы, действует премодерация. Доступна регистрация через Facebook или OpenID
У сайта имеется свой форум. Для разработчиков доступен JSON API.